# Laurent Gbagbo
Laurent Koudou Gbagbo (n. 1945) és historiador, polític i fou el President de Costa d'Ivori del 2000 al 2011. Pertany a l'ètnia bété i va cursar estudis d'Història a Costa d'Ivori i França i es va dedicar a l'ensenyament.
El 31 de març de 1971 va ser arrestat pel seu activisme polític d'oposició al partit únic de l'època, al govern des de la independència. El seu empresonament va durar dos anys. Des dels seus inicis lluità per la democràcia i el multipartidisme que li van valer la presó i l'exili.
Des del 1980 ha adoptat fortes posicions nacionalistes que li han valgut el decidit suport de la població majoritàriament cristiana del sud del país. En secret va establir les bases d'un partit socialista. En descobrir el govern la seva existència va haver d'exiliar-se a França, entre 1980 i 1988. El 1990 va ser candidat a la presidència i posteriorment va ser triat membre de l'Assemblea Nacional, on va combatre les tendències autoritàries del govern del president Félix Houphouët-Boigny.

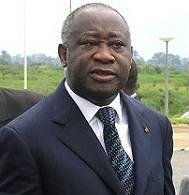
Gbagbo en 2008.

L'octubre del 2000 guanyà les primeres eleccions democràtiques celebrades en Costa d'Ivori i va ser proclamat president, després d'una rebel·lió civil que va deposar el govern militar instaurat des del 1999.
Els opositors al seu govern, encapçalats per Alassane Ouattara (ADO) que no havia pogut participar en no haver demostrat la seva nacionalitat ivoriana segons els criteris instaurats pel General Guéï (autor del cop d'estat en el 1999 i recolzat per ADO) van fer una crida a noves eleccions. En setembre de 2002 un motí en una guarnició va degenerar en guerra civil, ocasionant la intervenció d'una força d'interposició de les forces franceses així com de l'ONU, que va separar els dos bàndols i va aconseguir una treva en 2003 que va durar fins a setembre de 2004.
Laurent Gbagbo realitzà un cop mestre en iniciar els acords d'Ouagadougou amb el suport de Blaise Compaoré, i uns acords únicament interafricans sense ingerència externa, en aquests acords va integrar Guillaume Soro cap dels rebels com a Primer Ministre deixant així escapçada la rebel·lió i els seus afiliats polítics com Alassane Ouattara. Malgrat les crides a reformes i a noves eleccions el govern, Gbagbo anteposa la rendició de les tropes rebels.
Després d'una crisi política per les eleccions del 31 d'octubre i 28 de novembre de 2010, en les quals Gbagbo no va assumir la derrota, el país va entrar en una Guerra Civil entre els partidaris de Gbagbo i els del candidat Alassane Ouattara. Finalment, l'11 d'abril de 2011, Gbagbo fou capturat i deposat del càrrec. Va ser jutjat i absolt de crims contra la humanitat per falta de proves, tot l que la decisió es troba en procés d'apel·lació i Gbagbo té prohibit tornar a la Costa d'Ivori.
Sis dels antics aliats de Gbagbo també van tornar després de passar anys a l'exili després de ser animats per l'actual president Ouattara. L'octubre de 2021, Gbagbo va llançar un nou partit polític anomenat Partit Popular Africà - Cote d'Ivoire (PPA-CI). Al desembre de 2021, va passar quatre dies a Ghana. Segons un comunicat del seu partit, hi va anar per assistir al funeral del capità Kojo Tsikata, un home proper a l'expresident de Ghana Jerry Rawlings. Laurent Gbagbo també va visitar els exiliats ivorians, el retorn dels quals volia al país des de la crisi ivoriana, 11.000 ivorians van fugir de la crisi postelectoral per demanar asil a la veïna Ghana.